# Henri Guilac
Henri Guilac (né Henri Guillaume à Paris 5e le 1er novembre 1888 et décédé à Paris 15e le 16 janvier 1953) est un illustrateur et caricaturiste français du XXe siècle.

## Biographie
Fonctionnaire de la Caisse des dépôts et consignations, il est illustrateur au Canard enchaîné. Il a dessiné, entre autres, les deux canards des manchettes (de part et d'autre du titre du journal).
Il a fait partie du premier jury du Prix Femina en 1926.
Il dessina la couverture du livre de Georges de la Fouchardière "La prochaine dernière" paru aux Editions Montaigne en 1932.